# Trindade och Martim Vaz

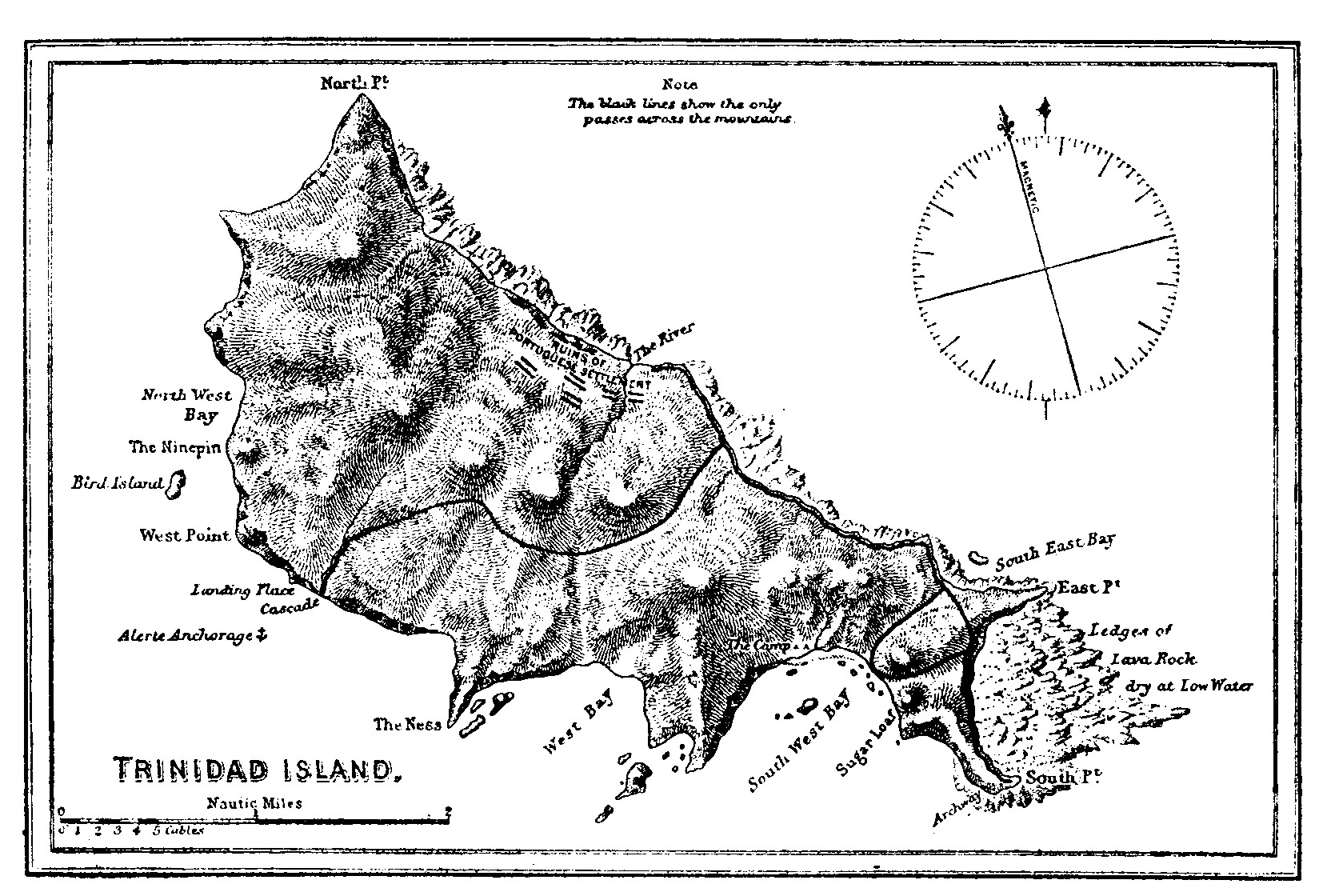
Karta över Trinidadeön

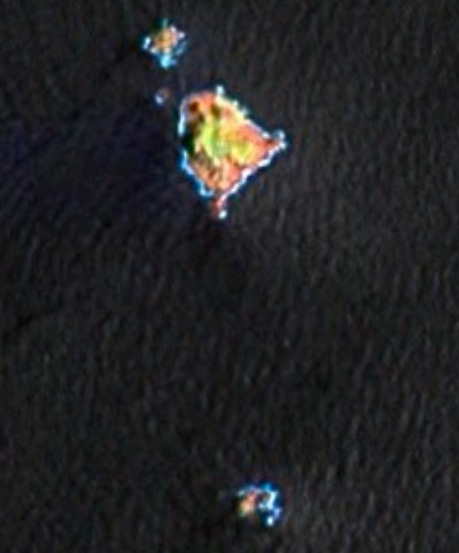
Satellitbild över Martim Vazöarna

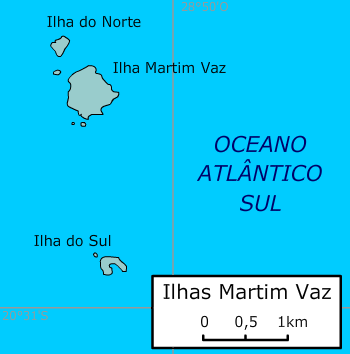
Karta över Martim Vazöarna

Trindade och Martim Vazöarna (portugisiska Ilhas Trindade e Martim Vaz) är en ögrupp i södra Atlanten och tillhör Brasilien. Den isolerade lilla ögruppen utgör Brasiliens östligaste plats.

## Geografi
Trindade och Martim Vazöarna ligger cirka 1 140 kilometer öster om Vitória och cirka 2 500 km sydväst om St Helena.
Ögruppen är av vulkaniskt ursprung och har en areal om cirka 15,60 km² och består av två områden:

### Ilha da Trindade
Trinidadeön (ibland även Trinidad) är ögruppens huvudö och den enda bebodda i området. Ön har en areal om cirka 13,50 km² med en längd på ca 8,0 km och ca 2,5 km bred  . De högsta höjderna är Pico Desejado på ca 640 m ö.h., Morro Pão de Azucar på ca 391 m ö.h. och Pico Monumento på ca 270 m ö.h. Öns geografiska koordinaterna är 20°30′30″S 29°19′30″V / 20.50833°S 29.32500°V

### Ilhas do Martim Vaz
Martim Vazöarna (ibland även Martin Vaz) ligger cirka 47 km öster om huvudön. De obebodda öarna har en areal om cirka 2,10 km². Den högsta höjden är på cirka 175 m ö.h.. Öarna är mycket svårtillgängliga på grund av branta kuster och starka vattenströmmar. De geografiska koordinaterna är 20°28′58″S 28°51′07″V / 20.48278°S 28.85194°V
Ögruppen består av tre större öar 
- Ilha Martin Vaz (även Ilha da Racha), cirka 800 m lång och 500 m bred med en höjd på cirka 175 m
- Ilha do Norte (Nordön), cirka 0,3 km nordväst om Martin Vaz med en höjd på cirka 65 m
- Ilha do Sul (Sydön), cirka 1,6 km söder om Martin Vaz med en höjd på cirka 122 m, Denna ö utgör Brasiliens östligaste plats.

och en rad mindre klippöar där Rochedo Agulha är den största.
Öarna tillhör delstaten Espírito Santo men förvaltas direkt av staten genom den brasilianska flottan. Det finns en liten militärförläggning Enseada dos Portugueses på Trinidades nordöstra del vars besättning om ca 30 man utgör områdets enda befolkning.
Öarna är mestadels obevuxna förutom den södra delen av Trinidade men är habitat för några endemiska utrotningshotade djur som den lilla Martim Vazspindeln  och Trindadepetrellen ( Pterodroma arminjoniana, en art av Pterodroma). Området är också Brasiliens enskilt största boplats för Grön havssköldpadda (Chelonia mydas) . Öarna klassas som ekoregion av WWF (Världsnaturfonden) .

## Historia
Trindade och Martim Vazöarna upptäcktes 1501 eller 1502 av kapten João da Nova under dennes första Indienexpedition . Han döpte området till Assunção.
Senare döpte portugisiska sjöfarare huvudön till Trinidade och Martim Vazöarna till Santa Maria Esmeralda. 1768 besöktes ögruppen av fransmannen La Perouse och under landstigningsförsök omkom två av hans besättningsmän. La Perouse döpte ögruppen till Martim Vaz för att hedra de omkomna .
Astronomen Edmond Halley besökte området under sin forskningsresa 1698 - 1700 och utropade då öarna till brittiskt territorium i tron att han hade upptäckt en ny ö .
År 1890 annekterade Storbritannien den strategiskt belägna ögruppen inför planerna att dra en atlantkabel och kallade då området "South Trinidad". Efter diplomatiska förhandlingar återgick överhögheten 1896 till Brasilien. Den 24 januari 1897 byggdes ett landmärke för att markera området som brasilianskt territorium.
1893 utropade amerikanen James Harden-Hickey ögruppen till att vara en självständig nation. Detta vidareutvecklades aldrig och Harden-Hickey avled 1898  .
Under sina två Antarktisexpeditioner besökte Robert Falcon Scott området 1901 och 1910.
1951 landsteg enheter ur den brasilianska flottan på ögruppen och deras fartyg fastnade på ett rev. Under denna olycka omkom 12 besättningsmän. 1957 etablerades en oceanografisk forskningsstation "Posto Oceanográfica Ilha de Trindade" (POIT) på Trinidade .